# Villers-devant-Orval
Villers-devant-Orval (Waals: Viyé-dvant-Ôrvå) is een dorpje in de Belgische provincie Luxemburg en een deelgemeente van Florenville. Het dorp grenst ten oosten, westen en zuiden aan Frankrijk.

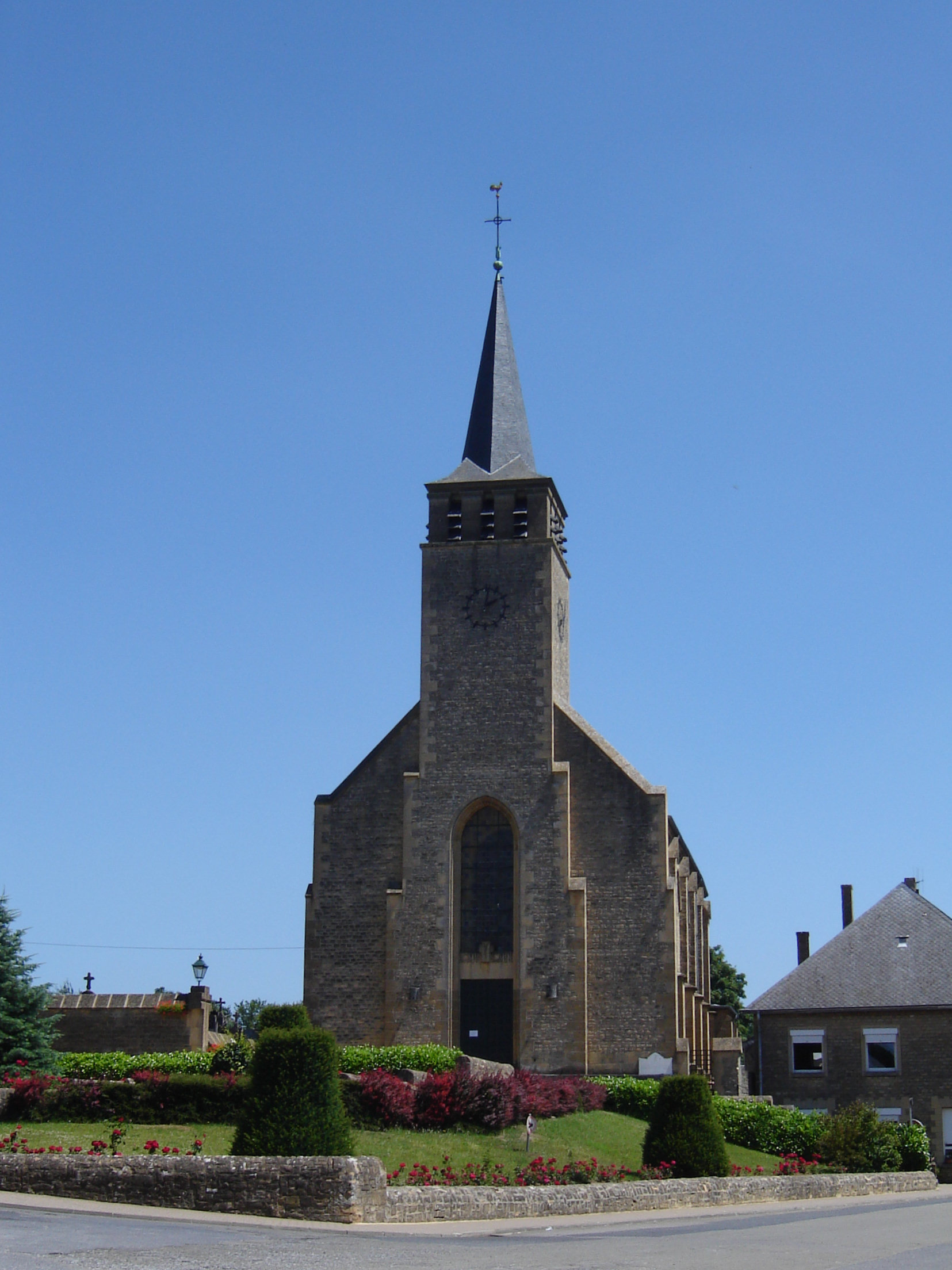
Église Saint-Gengoul

## Demografische ontwikkeling
- Bronnen:NIS, Opm:1831 tot en met 1970=volkstellingen

## Bezienswaardigheden
- Nabij Villers-devant-Orval ligt de bekende Abdij van Orval, de plaats en de vijver voor de Abdij liggen aan de Marche
- Het kasteel van Mohimont uit 1862, dat na brand in 1896 is herbouwd
- De hoeve Ferme Guerlot
- De oude smidsen en hun omgeving (kasteel van Orval) zijn beschermd

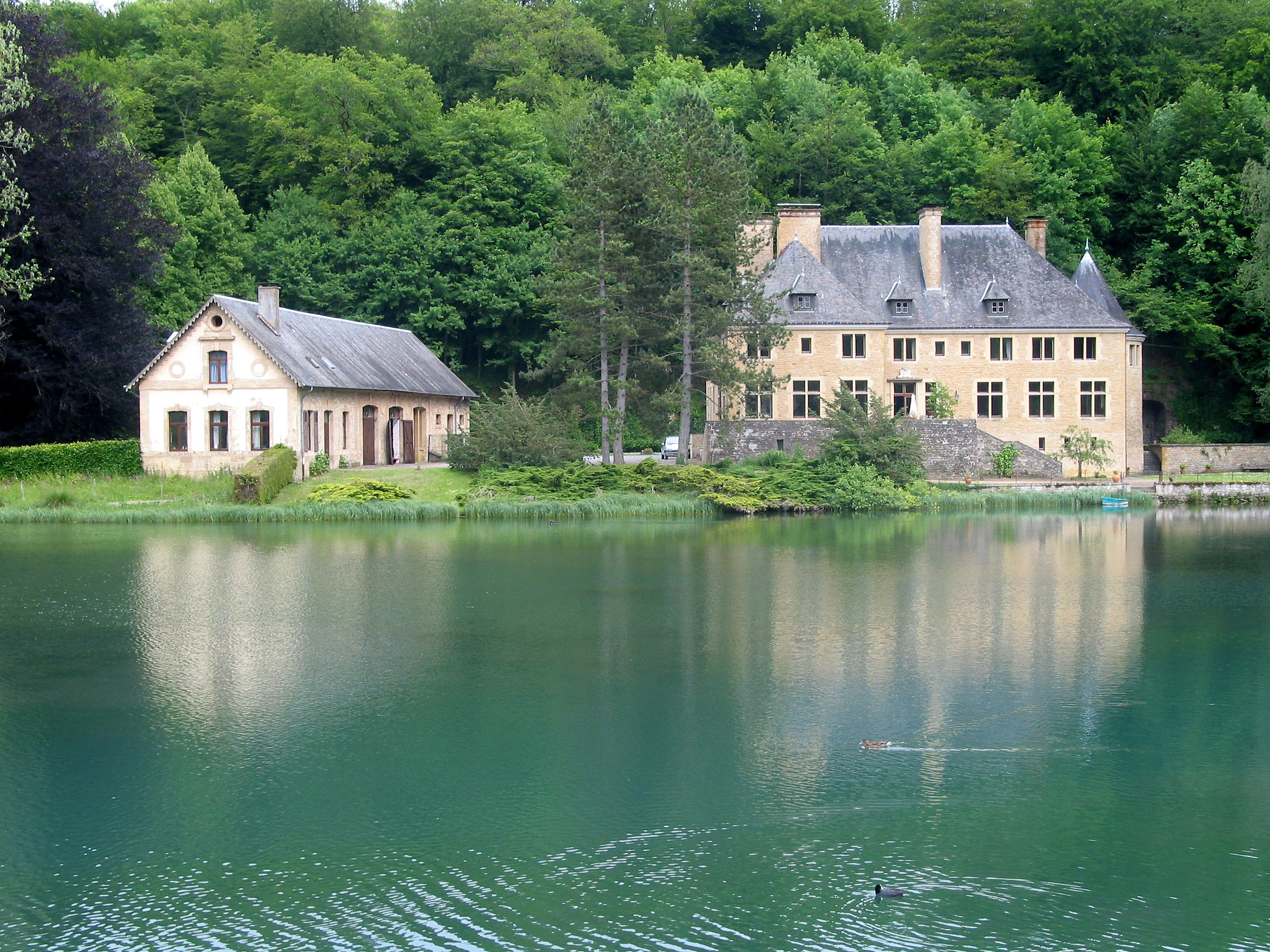
De vijver en het oude herenhuis van een meester-metaalbewerker

- De Église Saint-Gengoul

Deelgemeenten: Chassepierre · Florenville · Fontenoille · Lacuisine · Muno · Sainte-Cécile · Villers-devant-Orval

Overige dorpen: Azy · Conques · Laiche · Martué · Lambermont · Le Menil · Watrinsart

Belgische gemeenten · Arrondissement Virton · Luxemburg · Wallonië